# Крчевине (Витез)
Крчевине је насељено место у Босни и Херцеговини, у општини Витез. Административно припада Федерацији Босне и Херцеговине, односно њеном Средњобосанском кантону. Према попису становништва из 2013. у насељу је било 924 становника, а већинску популацију у насељу чинили су Хрвати.  

## Становништво
По последњем службеном попису становништва из 2013. године у насељу Крчевине живело је 924 становника, а село је било етнички хомогено са већинском хрватском популацијом.
| Националност | 2013. | 1991.        | 1981.        | 1971.        | 1961.        |
| Бошњаци      | —     | 66 (9,36%)   | 41 (6,38%)   | 25 (4,16%)   | 14 (3,21%)   |
| Хрвати       | —     | 613 (86,95%) | 496 (77,26%) | 576 (95,84%) | 422 (96,79%) |
| Југословени  | —     | 14 (1,98%)   | 104 (16,20%) | 0            | 0            |
| остали       | —     | 12 (1,70%)   | 1 (0,15%)    | 0            | 0            |
| Укупно       | 924   | 705          | 642          | 601          | 436          |